# Cidade de Sorsogon
Cidade de Sorsogon é um cidade de  terceira classe de renda da cidade (d) na província Sorsogon, nas Filipinas. De acordo com o censo de 1 de maio  de  2020 possui uma população de 182 237 pessoas e 40 928 domicílios.